# Saint-Martin-le-Bouillant
Saint-Martin-le-Bouillant és un municipi francès situat al departament de la Manche i a la regió de Normandia. L'any 2007 tenia 284 habitants.

## Demografia

### Població
El 2007 la població de fet de Saint-Martin-le-Bouillant era de 284 persones. Hi havia 120 famílies de les quals 32 eren unipersonals (20 homes vivint sols i 12 dones vivint soles), 52 parelles sense fills, 32 parelles amb fills i 4 famílies monoparentals amb fills.
La població ha evolucionat segons el següent gràfic:
Habitants censats

### Habitatges
El 2007 hi havia 172 habitatges, 120 eren l'habitatge principal de la família, 26 eren segones residències i 26 estaven desocupats. Tots els 172 habitatges eren cases. Dels 120 habitatges principals, 94 estaven ocupats pels seus propietaris, 25 estaven llogats i ocupats pels llogaters i 1 estava cedit a títol gratuït; 1 tenia una cambra, 6 en tenien dues, 22 en tenien tres, 28 en tenien quatre i 63 en tenien cinc o més. 96 habitatges disposaven pel capbaix d'una plaça de pàrquing. A 61 habitatges hi havia un automòbil i a 51 n'hi havia dos o més.

### Piràmide de població
La piràmide de població per edats i sexe el 2009 era:
| Homes | Edats   | Dones |
| ----- | ------- | ----- |
| 0     | 95 o +  | 0     |
| 0     | 90 a 94 | 4     |
| 0     | 85 a 89 | 0     |
| 4     | 80 a 84 | 4     |
| 4     | 75 a 79 | 12    |
| 16    | 70 a 74 | 12    |
| 12    | 65 a 69 | 8     |
| 0     | 60 a 64 | 4     |
| 12    | 55 a 59 | 12    |
| 12    | 50 a 54 | 8     |
| 4     | 45 a 49 | 8     |
| 12    | 40 a 44 | 8     |
| 8     | 35 a 39 | 4     |
| 12    | 30 a 34 | 8     |
| 16    | 25 a 29 | 16    |
| 8     | 20 a 24 | 4     |
| 16    | 15 a 19 | 8     |
| 12    | 10 a 14 | 4     |
| 16    | 5 a 9   | 8     |
| 8     | 0 a 4   | 8     |

## Economia
El 2007 la població en edat de treballar era de 168 persones, 119 eren actives i 49 eren inactives. De les 119 persones actives 107 estaven ocupades (63 homes i 44 dones) i 12 estaven aturades (2 homes i 10 dones). De les 49 persones inactives 26 estaven jubilades, 8 estaven estudiant i 15 estaven classificades com a «altres inactius».

### Ingressos
El 2009 a Saint-Martin-le-Bouillant hi havia 122 unitats fiscals que integraven 288 persones, la mediana anual d'ingressos fiscals per persona era de 13.756 €.

### Activitats econòmiques
Dels 6 establiments que hi havia el 2007, 1 era d'una empresa de fabricació d'altres productes industrials, 2 d'empreses de construcció, 2 d'entitats de l'administració pública i 1 d'una empresa classificada com a «altres activitats de serveis».
Dels 2 establiments de servei als particulars que hi havia el 2009, 1 era un paleta i 1 fusteria.
L'any 2000 a Saint-Martin-le-Bouillant hi havia 49 explotacions agrícoles que ocupaven un total de 860 hectàrees.

## Poblacions més properes
El següent diagrama mostra les poblacions més properes.